# Samen
Sāmen (farsi سامن) è una città dello shahrestān di Malayer, circoscrizione di Samen, nella provincia di Hamadan. Aveva, nel 2006, una popolazione di 4.025 abitanti. Si trova a sud-ovest di Malayer, sulla strada che conduce a Borūjerd.